# Ivica Brzić
Ivica Brzić (szerb cirill betűkkel: Ивица Брзић; Újvidék, 1941. május 28. – Újvidék, 2014. június 2.) Európa-bajnoki ezüstérmes szerb labdarúgó, edző. 

## Pályafutása

### A válogatottban
1966-ban 1 alkalommal szerepelt a jugoszláv válogatottban. Részt vett az 1968-as Európa-bajnokságon.

## Sikerei, díjai

### Játékosként
FK Vojvodina
- Jugoszláv bajnok (1): 1965–66

Jugoszlávia
- Európa-bajnoki döntős (1): 1968

### Edzőként
Universitario
- Perui bajnok (2): 1992, 1993

Alianza Lima
- Perui bajnok (1): 2001